# 三島國家公園

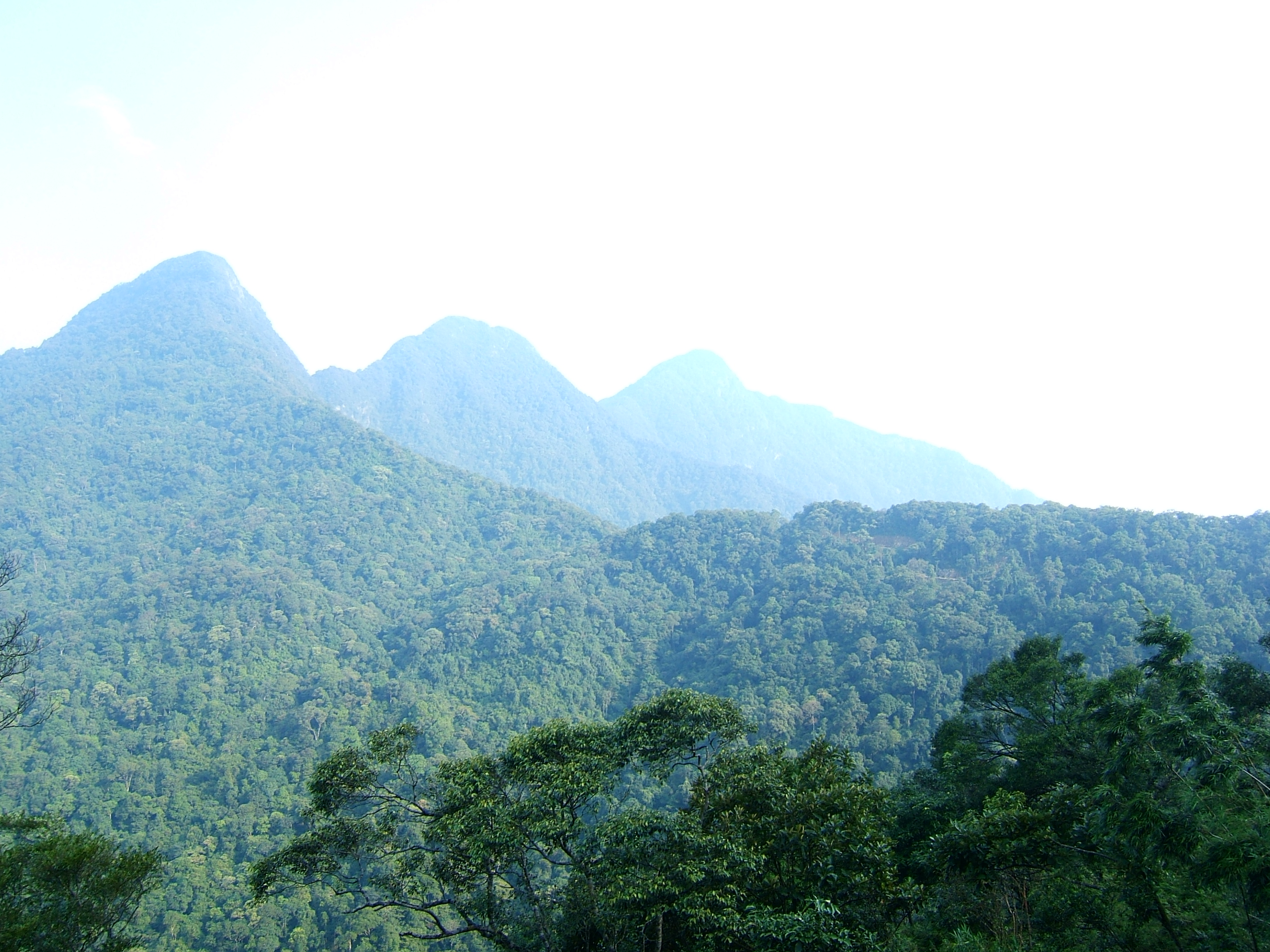

21°31′0″N 105°33′0″E / 21.51667°N 105.55000°E
三島國家公園是越南的國家公園，位於該國北部，橫跨富寿省、太原省、宣光省，處於河內西北面約85公里，成立於1996年，面積369平方公里，每年平均降雨量2,491毫米。